# SN 2012ar
SN 2012ar – supernowa typu Ia, odkryta 1 marca 2012 roku w galaktyce PGC2800915. W momencie odkrycia, miała maksymalną jasność 16,6m.